# فهرست قنات‌های شهرستان درگز
جدول زیر بر اساس آمار وزارت جهاد کشاورزی تهیه شده‌است. فهرست زیر قنات‌های شهرستان درگز در استان خراسان رضوی را نشان می‌دهد.
| نام قنات     | موقعیت                   | نزدیک‌ترین روستا | طول قنات (متر) | تعداد میله چاه | عمق مادر چاه | دبی (لیتر بر ثانیه) | سطح زیر کشت (هکتار) |
| ------------ | ------------------------ | --------------- | -------------- | -------------- | ------------ | ------------------- | ------------------- |
| آق چشمه      | بخش مرکزی شهرستان درگز   | آق چشمه         | ۱۵۰۰           | ۳۵             | ۲۰           | ۴۵                  | ۱۰۰                 |
| آق کمر       | بخش چاپشلو شهرستان درگز  | کماچ خور        | ۳۰۰            | ۳              | ۷            | ۳                   | ۵                   |
| ابوالمعجن    | بخش نوخندان شهرستان درگز | شوی             | ۲۰۰            | ۸              | ۴            | ۳                   | ۱۰                  |
| احمدآباد     | بخش چاپشلو شهرستان درگز  | عباس قلعه       | ۱۲۰۰           | ۲۵             | ۴۰           | ۷                   | ۱۲                  |
| ارتپه        | بخش چاپشلو شهرستان درگز  | شبدره           | ۵۰۰            | ۸              | ۲۲           | ۳                   | ۱۲                  |
| ارنابه       | بخش نوخندان شهرستان درگز | شوی             | ۱۵۰            | ۷              | ۳            | ۷                   | ۲۰                  |
| اسدآباد      | بخش مرکزی شهرستان درگز   | کاهو            | ۳۰۰            | ۷              | ۱۱           | ۲                   | ۵                   |
| اسدخان       | بخش چاپشلو شهرستان درگز  | اسدخان          | ۳۰۰            | ۷              | ۱۰           | ۳                   | ۱۰                  |
| اسماعیل خان  | بخش مرکزی شهرستان درگز   | کلاته الیاس     | ۲۵۰۰           | ۷۰             | ۰            | ۱۵                  | ۳۵                  |
| اسپیان       | بخش چاپشلو شهرستان درگز  | اسپیان          | ۲۰۰            | ۶              | ۸            | ۳                   | ۹                   |
| امامقلی      | بخش چاپشلو شهرستان درگز  | گنداب           | ۴۰۰            | ۸              | ۵            | ۵                   | ۱۰                  |
| امان مرگان   | بخش نوخندان شهرستان درگز | امان مرگان      | ۲۲۰۰           | ۷              | ۱۰           | ۱۵                  | ۲۰                  |
| اولیا        | بخش چاپشلو شهرستان درگز  | چاپشلو          | ۲۰۰۰           | ۶۰             | ۴۰           | ۳                   | ۱۰                  |
| ایلانجق      | بخش چاپشلو شهرستان درگز  | ایلانجق         | ۲۵۰            | ۷              | ۸            | ۳                   | ۱۰                  |
| بابایرقان    | بخش مرکزی شهرستان درگز   | کاهو            | ۵۰۰            | ۱۵             | ۶            | ۶                   | ۱۶                  |
| بزالقان      | بخش چاپشلو شهرستان درگز  | قلجق            | ۱۵۰            | ۶              | ۷            | ۵                   | ۱۰                  |
| بهبودآباد    | بخش چاپشلو شهرستان درگز  | چاپشلو          | ۱۵۰۰           | ۲۰             | ۴۰           | ۲۵                  | ۳۰                  |
| بهمن‌آباد     | بخش نوخندان شهرستان درگز | جشن‌آباد         | ۲۲۰۰           | ۴۶             | ۲۵           | ۱۲                  | ۲۰                  |
| بیگ جان      | بخش مرکزی شهرستان درگز   | قلعچه           | ۱۰۰۰           | ۴۲             | ۲۳           | ۱۲                  | ۲۵                  |
| بیگلر        | بخش مرکزی شهرستان درگز   | سعدآباد         | ۵۰۰            | ۱۲             | ۱۰           | ۴                   | ۸                   |
| تبر          | بخش مرکزی شهرستان درگز   | کاهو            | ۴۰۰            | ۶۰             | ۱۰           | ۸                   | ۲۰                  |
| ته ده        | بخش مرکزی شهرستان درگز   | کاهو            | ۲۰۰            | ۱۱             | ۱۰           | ۵                   | ۱۵                  |
| توتلق        | بخش مرکزی شهرستان درگز   | قره قوینلو      | ۸۵۰            | ۱۳             | ۳۰           | ۱۲                  | ۲۵                  |
| تپه لیک      | بخش چاپشلو شهرستان درگز  | تپه لیک         | ۵۰۰            | ۱۵             | ۲۰           | ۱۴                  | ۲۵                  |
| جعفرخان      | بخش مرکزی شهرستان درگز   | سعدآباد         | ۴۰۰            | ۱۰             | ۱۲           | ۳                   | ۱۴                  |
| جوی بهار     | بخش مرکزی شهرستان درگز   | قره قوینلو      | ۱۵۰            | ۳              | ۱۰           | ۱۵                  | ۳۵                  |
| حسن‌آباد      | بخش چاپشلو شهرستان درگز  | حسن‌آباد         | ۲۰۰۰           | ۵۰             | ۳۵           | ۲                   | ۱۰                  |
| حسن‌آباد      | بخش چاپشلو شهرستان درگز  | چاپشلو          | ۱۵۰۰           | ۱۶             | ۳۵           | ۱۰                  | ۱۵                  |
| حسین‌آباد     | بخش چاپشلو شهرستان درگز  | حسین‌آباد        | ۲۵۰۰           | ۶              | ۳۰           | ۲                   | ۵                   |
| حسین‌آباد     | بخش مرکزی شهرستان درگز   | حسین‌آباد        | ۳۰۰۰           | ۶۵             | ۵۰           | ۱۰                  | ۱۵                  |
| حیدرآباد     | بخش مرکزی شهرستان درگز   | کاهو            | ۳۰۰            | ۱۰             | ۱۲           | ۳                   | ۱۰                  |
| خرابه کاریز  | بخش مرکزی شهرستان درگز   | کاهو            | ۸۰             | ۱              | ۱۰           | ۱۰                  | ۲۰                  |
| خندق         | بخش چاپشلو شهرستان درگز  | چاپشلو          | ۷۰۰            | ۱۸             | ۳۵           | ۴                   | ۸                   |
| خوانچه       | بخش مرکزی شهرستان درگز   | خوانچه          | ۱۷۰۰           | ۳۵             | ۲۳           | ۳۰                  | ۷۰                  |
| خیرآباد      | بخش مرکزی شهرستان درگز   | خیرآباد         | ۱۵۰۰           | ۷۵             | ۱۶           | ۱۵                  | ۳۰                  |
| داخل قلعه    | بخش نوخندان شهرستان درگز | دولتشانلو       | ۱۲۰۰           | ۴۰             | ۲۵           | ۵                   | ۱۰                  |
| داملق        | بخش مرکزی شهرستان درگز   | کاهو            | ۵۰۰            | ۱۶             | ۱۰           | ۶                   | ۲۰                  |
| دستگرد       | بخش چاپشلو شهرستان درگز  | کهنه قلعه       | ۴۵۰            | ۱۵             | ۲۰           | ۴۰                  | ۵۰                  |
| دمکه         | بخش چاپشلو شهرستان درگز  | چاپشلو          | ۲۰۰۰           | ۶۵             | ۴۰           | ۷                   | ۱۵                  |
| ذالخان       | بخش مرکزی شهرستان درگز   | قره قوینلو      | ۵۰۰            | ۱۵             | ۳۵           | ۸                   | ۲۵                  |
| رحمان‌آباد    | بخش چاپشلو شهرستان درگز  | نیگه قلعه       | ۱۵۰۰           | ۱۷             | ۵۰           | ۲۰                  | ۲۵                  |
| زرآباد       | بخش چاپشلو شهرستان درگز  | چاپشلو          | ۵۰۰            | ۱۵             | ۲۵           | ۴                   | ۱۰                  |
| سنگبر        | بخش مرکزی شهرستان درگز   | سنگبر           | ۲۰۰۰           | ۴۰             | ۱۷           | ۱۵                  | ۲۵                  |
| شاه زمان     | بخش چاپشلو شهرستان درگز  | عباس قلعهبیات   | ۱۰۰۰           | ۲۲             | ۲۰           | ۸                   | ۱۵                  |
| شاه گلدی‌آباد | بخش چاپشلو شهرستان درگز  | عباس قلعه       | ۳۰۰            | ۲۵             | ۲۴           | ۱۰                  | ۳۵                  |
| شبدره        | بخش چاپشلو شهرستان درگز  | شبدره           | ۲۰۰۰           | ۳۵             | ۲۵           | ۵                   | ۶                   |
| شعبان‌آباد    | بخش چاپشلو شهرستان درگز  | چاپشلو          | ۵۰۰            | ۱۷             | ۲۳           | ۴                   | ۸                   |
| طاهرآباد     | بخش چاپشلو شهرستان درگز  | کهنه قلعه       | ۷۰۰            | ۱۴             | ۱۸           | ۴                   | ۱۰                  |
| عباس‌آباد     | بخش چاپشلو شهرستان درگز  | چاپشلو          | ۱۷۰۰           | ۲۰             | ۶۵           | ۳                   | ۸                   |
| عبدل‌آباد     | بخش مرکزی شهرستان درگز   | قره قوینلو      | ۵۰۰            | ۱۷             | ۳۰           | ۸                   | ۳۰                  |
| عشق‌آباد      | بخش چاپشلو شهرستان درگز  | سادات           | ۱۵۰۰           | ۳۰             | ۲۰           | ۸                   | ۱۵                  |
| علی‌آباد      | بخش چاپشلو شهرستان درگز  | چاپشلو          | ۹۰۰            | ۹              | ۲۵           | ۳                   | ۳                   |
| فضل‌آباد      | بخش نوخندان شهرستان درگز | فضل‌آباد         | ۳۰۰            | ۸              | ۹            | ۱۰                  | ۳۰                  |
| قادرآباد     | بخش چاپشلو شهرستان درگز  | قادرآباد        | ۰              | ۰              | ۰            | ۷                   | ۰                   |
| قاردآباد     | بخش چاپشلو شهرستان درگز  | قادرآباد        | ۸۰۰            | ۱۸             | ۳۵           | ۵                   | ۱۰                  |
| قران‌آباد     | بخش چاپشلو شهرستان درگز  | عباس قلعه       | ۱۰۰۰           | ۲۰             | ۲۵           | ۲                   | ۵                   |
| قرقین        | بخش چاپشلو شهرستان درگز  | نیگه قلعه       | ۳۰۰۰           | ۶۰             | ۶۰           | ۲۰                  | ۲۵                  |
| قره آقاچ     | بخش چاپشلو شهرستان درگز  | قره آقاچ        | ۱۵۰۰           | ۲۰             | ۴۰           | ۸                   | ۲۰                  |
| قره ی        | بخش مرکزی شهرستان درگز   | آق چشمه         | ۵۰۰            | ۱۵             | ۸            | ۳                   | ۵۰                  |
| قزلق         | بخش چاپشلو شهرستان درگز  | قزلق            | ۲۰۰            | ۸              | ۵            | ۴                   | ۱۲                  |
| قلان         | بخش چاپشلو شهرستان درگز  | حق وردی         | ۳۰۰            | ۱۲             | ۶            | ۲                   | ۰                   |
| قنات وسطی    | بخش نوخندان شهرستان درگز | دولتشانلو       | ۲۵۰            | ۸              | ۷            | ۳                   | ۱۰                  |
| قورتخور      | بخش مرکزی شهرستان درگز   | سعدآباد         | ۸۰۰            | ۲۰             | ۱۲           | ۶                   | ۱۲                  |
| قینر         | بخش چاپشلو شهرستان درگز  | بیات حق وردی    | ۱۲۰۰           | ۵۲             | ۲۲           | ۶                   | ۱۴                  |
| محمودآباد    | بخش چاپشلو شهرستان درگز  | کلاته کندی      | ۵۰۰            | ۱۲             | ۱۰           | ۵                   | ۱۲                  |
| مرادآباد     | بخش چاپشلو شهرستان درگز  | مرادآباد        | ۱۶۰۰           | ۲۸             | ۱۸           | ۶                   | ۱۴                  |
| مزن          | بخش نوخندان شهرستان درگز | شوی             | ۱۲۰            | ۵              | ۱۳           | ۵                   | ۱۲                  |
| مشایخی       | بخش مرکزی شهرستان درگز   | قره قوینلو      | ۲۰۰            | ۵              | ۱۵           | ۸                   | ۱۰                  |
| مهدی خان     | بخش چاپشلو شهرستان درگز  | حسن‌آباد         | ۲۲۰۰           | ۵۲             | ۳۰           | ۳                   | ۶                   |
| میرقلعه      | بخش نوخندان شهرستان درگز | میرقلعه         | ۸۰۰            | ۱۸             | ۱۸           | ۱۰                  | ۲۰                  |
| مینا قلعه    | بخش چاپشلو شهرستان درگز  | مینا قلعه       | ۲۰۰            | ۷              | ۶            | ۶                   | ۶۰                  |
| نصرت‌آباد     | بخش مرکزی شهرستان درگز   | نصرت‌آباد        | ۲۵۰۰           | ۷۰             | ۴۰           | ۸                   | ۲۰                  |
| نورمحمد      | بخش چاپشلو شهرستان درگز  | سادات           | ۱۲۰۰           | ۲۶             | ۱۴           | ۶                   | ۱۴                  |
| نوروز زمان   | بخش چاپشلو شهرستان درگز  | نیگه قلعه       | ۳۰۰۰           | ۵۰             | ۵۴           | ۵                   | ۱۲                  |
| نیکی گنداب   | بخش چاپشلو شهرستان درگز  | گنداب           | ۳۵۰            | ۷              | ۵            | ۳                   | ۱۰                  |
| پرکند        | بخش چاپشلو شهرستان درگز  | پرکند           | ۲۰۰            | ۸              | ۵            | ۲۵                  | ۵۵                  |
| پیغم         | بخش چاپشلو شهرستان درگز  | کماچ خور        | ۴۰۰            | ۸              | ۱۰           | ۷                   | ۲۰                  |
| چاه کن       | بخش نوخندان شهرستان درگز | شوی             | ۵۰             | ۵              | ۵            | ۲                   | ۸                   |
| چشمه مسلمان  | بخش چاپشلو شهرستان درگز  | سادات           | ۳۰۰            | ۱۲             | ۱۳           | ۱۷                  | ۳۵                  |
| چنار         | بخش چاپشلو شهرستان درگز  | چاپشلو          | ۱۵۰۰           | ۳              | ۴۰           | ۱۰                  | ۱۰                  |
| کالو         | بخش چاپشلو شهرستان درگز  | کالو            | ۳۰۰            | ۸              | ۱۲           | ۶                   | ۱۰                  |
| کانی بیکه    | بخش مرکزی شهرستان درگز   | کاهو            | ۵۰۰            | ۱۲             | ۱۲           | ۷                   | ۵                   |
| کجدر         | بخش مرکزی شهرستان درگز   | قره قوینلو      | ۳۰۰۰           | ۳۰             | ۵۰           | ۱۰                  | ۲۰                  |
| کرناوه       | بخش لطف‌آباد شهرستان درگز | کرناوه شیرین    | ۵۰۰            | ۱۲             | ۱۴           | ۴                   | ۴                   |
| کرناوه شور   | بخش لطف‌آباد شهرستان درگز | کرناوه شور      | ۳۰۰            | ۱۲             | ۱۰           | ۲                   | ۳                   |
| کلاته ارباب  | بخش نوخندان شهرستان درگز | کلاته ارباب     | ۲۰۰۰           | ۲۵             | ۲۵           | ۵                   | ۱۵                  |
| کلاته بلوط   | بخش مرکزی شهرستان درگز   | خاخیان          | ۱۰۰۰           | ۲۵             | ۳۰           | ۶                   | ۳۰                  |
| کلاته جعفر   | بخش نوخندان شهرستان درگز | دولتشانلو       | ۵۰۰            | ۱۷             | ۷            | ۳                   | ۱۰                  |
| کلاته زمان   | بخش مرکزی شهرستان درگز   | کاهو            | ۵۰۰            | ۱۸             | ۱۵           | ۷                   | ۱۵                  |
| کلاته سبز    | بخش مرکزی شهرستان درگز   | کاهو            | ۳۰۰            | ۱۵             | ۷            | ۵                   | ۱۰                  |
| کلاته مقصودی | بخش نوخندان شهرستان درگز | شوی             | ۷۰             | ۳              | ۳            | ۳                   | ۵                   |
| کلاته کندی   | بخش چاپشلو شهرستان درگز  | کلاته کندی      | ۸۰۰            | ۱۲             | ۱۰           | ۱۵                  | ۴۰                  |
| کلاته گلدی   | بخش چاپشلو شهرستان درگز  | قلجق            | ۱۵۰            | ۴              | ۶            | ۱                   | ۰                   |
| کور قنات     | بخش چاپشلو شهرستان درگز  | پرکند           | ۱۰۰۰           | ۱۳             | ۲۰           | ۳                   | ۶                   |
| کورانه       | بخش مرکزی شهرستان درگز   | سعدآباد         | ۴۰۰            | ۱۷             | ۱۲           | ۱۵                  | ۳۰                  |
| کورک         | بخش چاپشلو شهرستان درگز  | حسین‌آباد        | ۳۰۰            | ۷              | ۱۰           | ۲                   | ۶                   |
| کوشک         | بخش مرکزی شهرستان درگز   | کهنه قلعه       | ۳۰۰            | ۱۲             | ۱۵           | ۳                   | ۶                   |
| گلستان       | بخش چاپشلو شهرستان درگز  | چاپشلو          | ۶۰۰            | ۱۵             | ۲۵           | ۳                   | ۱۰                  |
| گلشن‌آباد     | بخش چاپشلو شهرستان درگز  | بیات حق وردی    | ۸۰۰            | ۲۵             | ۲۰           | ۳                   | ۵                   |
| گنبد چشمه    | بخش چاپشلو شهرستان درگز  | چاپشلو          | ۱۵۰            | ۶              | ۸            | ۱                   | ۳                   |
| گنده چای     | بخش مرکزی شهرستان درگز   | کاهو            | ۱۰۰۰           | ۴۰             | ۱۲           | ۵                   | ۱۴                  |
| گنده چشمه    | بخش چاپشلو شهرستان درگز  | چاپشلو          | ۱۵۰۰           | ۵۷             | ۲۰           | ۷                   | ۱۵                  |
| یاقول        | بخش مرکزی شهرستان درگز   | یاقول           | ۱۰۰۰           | ۲۵             | ۱۲           | ۵                   | ۱۰                  |
| یوسف خانی    | بخش نوخندان شهرستان درگز | شوی             | ۸۰             | ۴              | ۲            | ۳                   | ۵                   |
| یکه باغ      | بخش لطف‌آباد شهرستان درگز | یکه باغ         | ۳۰۰            | ۹              | ۱۳           | ۷                   | ۱۵                  |